# نامه‌های بلوغ
نامه‌های بلوغ کتابی است نوشته علی صفائی حائری. این کتاب بارها تجدید چاپ شده است.

## موضوع
کتاب شامل پنج نامه از علی صفایی حائری است به فرزندانش، که هنگام بلوغ آنها نگارش یافته است.
نویسنده جایگاه بلوغ را که با تحولات و بحران‌ها همراه است، پراهمیت و اساسی ارزیابی کرده است.
خطاب نامه‌ها عام است. صفایی حائری در این نامه‌ها با تأکید بر این نکته که هنگام بلوغ، تحولات روحی بزرگی در انسان، رخ می‌دهد، سعی در مطرح کردن بحران‌های پیش روی جوان در آغاز راه نموده و به مثابه راهنمایی با تجربه، با او سخن می‌گوید.
کتاب به دنبال پاسخ دادن به نیازهای روحی جوانان است. استفاده از اصطلاحات قرآنی و باریک بینی و تسلط نویسنده در مسائل تربیتی از ویژگی‌های این کتاب است.